# Manulea gariesiana
Manulea gariesiana är en flenörtsväxtart som beskrevs av O.M. Hilliard. Manulea gariesiana ingår i släktet Manulea och familjen flenörtsväxter. Inga underarter finns listade i Catalogue of Life.